# Alicia anotada

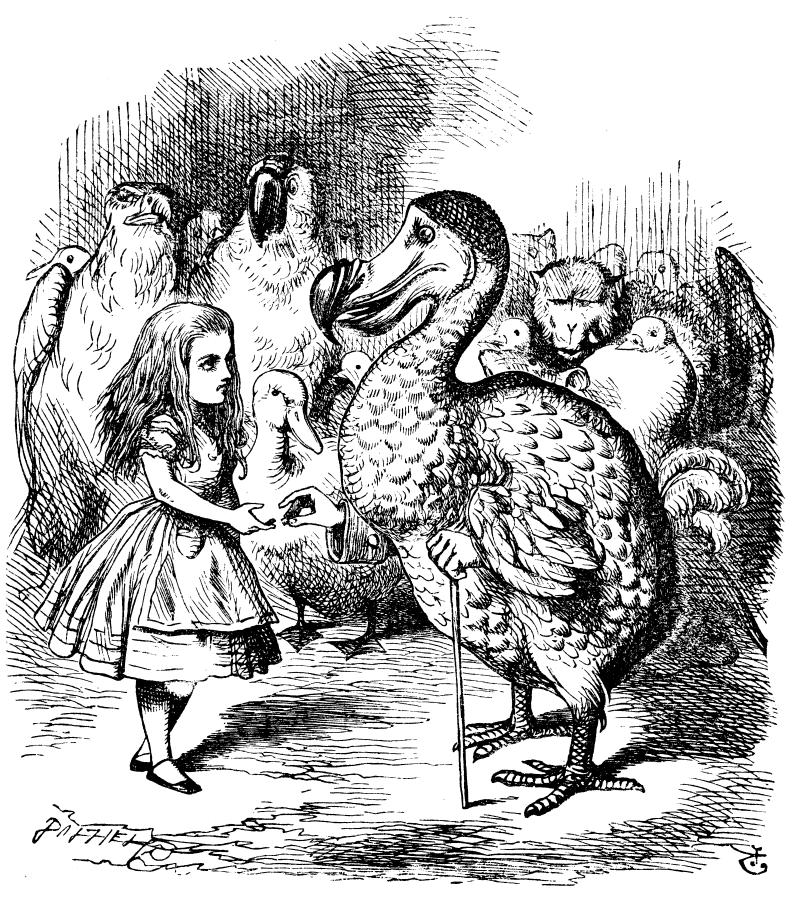
Ilustración original de John Tenniel.

Alicia anotada (The Annotated Alice) es una edición comentada por Martin Gardner de los dos grandes cuentos de Lewis Carroll: Alicia en el País de las Maravillas y Alicia a través del espejo, publicada en 1960. Consta del texto íntegro de ambos cuentos acompañado de sendos comentarios. Otro de sus logros es acercar esta historia, esencialmente anglosajona, al lector no anglófono gracias a la exhaustiva explicación de cada detalle, sobre todo sus recurrentes juegos de palabras.[cita requerida]